# Dragutin Mitić
Dragutin Mitić (16. rujna 1917. – Houston, 27. kolovoza 1986.) je bio hrvatski tenisač. Igrao je za jugoslavensku reprezentaciju na International Lawn Tennis Challengeu (poslije zvanim Davisov kup) od 1936. do 1951. 
1938. je u mješovitom paru s Francuskinjom Simone Mathieu osvojio Roland Garros, pobijedivši u finalu Australku Nancye Wynne Bolton i Francuza Christiana Boussusa 2:6, 6:3, 6:4.
Prebjegao je na Zapad 1952. zajedno s Milanom Branovićem dok su igrali na Otvorenom prvenstvu Italije.

## Zanimljivosti
Njegova slika nalazi se na kolumbijskoj poštanskoj marki iz 1963.